# Крейг, Ивонн
Ивонн Джойс Крейг (англ. Yvonne Joyce Craig; 16 мая 1937, Тейлорвилл, Иллинойс — 17 августа 2015, Пасифик-Палисейдс, Лос-Анджелес) — американская актриса.

## Биография
Родилась в Тейлорвилле (Иллинойс), провела детство в городе Колумбус (Огайо). В возрасте 14 лет переехала вместе с семьёй в Техас, где сменила несколько средних школ, в том числе некоторое время провела в W. H. Adamson High School и три года училась в Sunset High School даллаского района Оук Клифф.
Училась искусству классического танца в балетной школе Эдит Джеймс (Edith James School of Ballet), где её заметила балерина Александра Данилова и помогла получить стипендию в нью-йоркской Школе американского балета (School of American Ballet). В возрасте 17 лет Ивонн Крейг вступила в труппу «Русский балет Монте-Карло». Позднее её «открыл» сын Джона Форда Патрик, благодаря которому она снялась в своём дебютном фильме The Young Land. Впоследствии она также играла вместе Элвисом Пресли в фильмах Это случилось на всемирной выставке и Целующиеся кузены.
В 1960 году Крейг снялась в фильме «Семь женщин из ада» (Seven Women from Hell) вместе с Сезаром Ромеро (впоследствии он сыграл Джокера в оригинальном телесериале «Бэтмен») и в музыкальной комедии «Давно пора» (High Time) с Бингом Кросби, а в 1965 — в фильме «Лыжная вечеринка» (Ski Party) с Фрэнки Авалоном.
Наибольшую известность Ивонн Крейг получила как одна из первых актрис, воплотивших на экране образ женщины-супергероини (она сыграла роль Бэтгёрл в третьем и последнем сезоне телесериала «Бэтмен» в 1967 году). Будучи профессиональной танцовщицей, она самостоятельно исполняла многие трюковые сцены. Другой знаменательной для её карьеры ролью стала зеленокожая рабыня Марта с планеты Орион в одном из эпизодов сериала Star Trek.
В 1971 году Крейг вернулась на большой экран в роли обольстительной секретарши в комедии How to Frame a Figg, а в конце десятилетия появилась в четырёх эпизодах сериала «Любовь, американский стиль» (Love, American Style) и дважды в забытом ныне ситкоме Дона Адамса «Партнёры» (The Partners). В семидесятые годы она также сыграла небольшие роли в телевизионном фильме Jarrett (1973) и в нескольких сериалах — «О’Хара, министерство финансов США» (O’Hara, U.S. Treasury), «Манникс» (Mannix), «Иллюзионист» (The Magician), «Коджак» (Kojak), «Человек на шесть миллионов долларов» (The Six Million Dollar Man), Старски и Хатч. Устав от ролей сексапильных красоток, Крейг дала своим агентам указание впредь не принимать к рассмотрению подобные предложения и в итоге почти перестала сниматься. С целью заработка получила лицензию торговца недвижимостью и изредка снималась, в частности — в эпизоде «Помнишь… когда?» сериала «Остров фантазий» (Fantasy Island) в 1983 году. После выхода на экраны в 1989 году фильма Тима Бёртона «Бэтмен» произошёл всплеск интереса к прежним экранизациям пополуярного комикса, что повлекло приглашение Ивонн Крейг во множество ток-шоу и её съемки в малобюджетной комедии «Diggin' Up Business» (1990).
Крейг появлялась в эпизодических ролях в сериалах The Mod Squad, The Man from U.N.C.L.E. и в других. В 2000 году написала книгу мемуаров под названием From Ballet to the Batcave and Beyond, которая охватила период её жизни от ранних лет в балете и включала годы театральной актёрской карьеры. В 2009 году озвучила роль бабушки в мультсериале «Оливия». Умерла 17 августа 2015 года в районе Лос-Анджелеса Пасифик Палисейдс после двух лет борьбы с раком молочной железы, давшим метастазы в печень.

## Семья
Первым мужем Ивонн Крейг был актёр Джимми Бойд, наибольшую известность которому принесла роль в «рождественском» фильме «Я видел, как мамочка целует Санта Клауса» (I Saw Mommy Kissing Santa Claus). В 1962 году брак распался, и в 1988 году Крейг вышла замуж за Кеннета Олдрича.

## Избранная фильмография
- Eighteen and Anxious (1957)
- «Молодая земля» (The Young Land, 1959)
- «Гиджет» (Gidget, 1959)
- «История Джина Крупа» (The Gene Krupa Story, 1959)
- «Как раз вовремя» (High Time, 1960)
- «Одержимый любовью» (By Love Possessed, 1961)
- «Семь женщин из ада» (Seven Women from Hell, 1961)
- «Это случилось на Всемирной выставке» (It Happened at the World’s Fair, 1963)
- «Целующиеся кузены» (Kissin' Cousins, 1964)
- «Лыжная вечеринка» (Ski Party, 1965)
- «Марсу нужны женщины» (Mars Needs Women, 1966)
- «Один шпион — это слишком много» (One Spy Too Many, 1966)
- «Один из наших шпионов пропал» (One of Our Spies is Missing, 1966)
- «В игре как Флинт» (In Like Flint, 1967)
- «Как подставить Фигга» (How to Frame a Figg, 1971)
- Diggin' Up Business (1990)